# Mathias Aberle

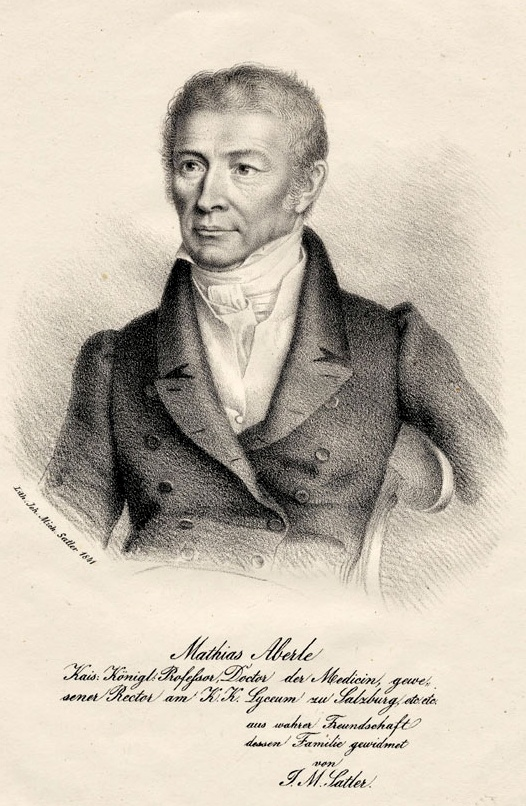
Mathias Aberle, Litho von Johann Michael Sattler

Mathias Aberle (* 20. Februar 1784 in Immendingen; † 5. März 1847 in Salzburg) war ein österreichischer Mediziner.

## Leben
Mathias Aberle wurde als Sohn eines Lehrers am 20. Februar 1784 in Immendingen geboren. Seit 1796 wurde er von einem Wundarzt ausgebildet und bezog 1801 die Universität Innsbruck. Sie promovierte ihn 1806 zum Doktor der Medizin und drei Jahre später zum Doktor der Chirurgie. In diesem Jahr, 1809, kümmerte er sich um verwundete Soldaten im Militärspital in Hall in Tirol, wodurch er Bekanntheit erlangte. Zwei Jahre später berief man ihn nach Salzburg, um Professor der Anatomie an der königlichen Landarzt-Schule zu werden. Damals zählte die Stadt noch zu Bayern, als Österreich sie 1815 jedoch zurückerobern konnte, bot man Aberle eine Professur an der Universität Landshut an, welche er jedoch „Vorliebe für Oesterreich“ ablehnte.
Aberle gründete das anatomisch-physiologische sowie das anatomisch-pathologische Museum und befasste sich als praktischer Arzt besonders mit Kinderkrankheiten. 1827 erkrankte er an einer Augenkrankheit. Als sein linkes Auge 1836 am Grauen Star erkrankte, konnte er seine wissenschaftlichen Arbeiten nicht fortführen, die er in Zeitschriften veröffentlicht hatte.
Am 5. März 1847 verstarb Aberle nach einer kurzen Krankheit in Salzburg; zwei Tage später wurde er auf dem Sebastiansfriedhof beigesetzt.